# Prostitución en el Estado de Palestina

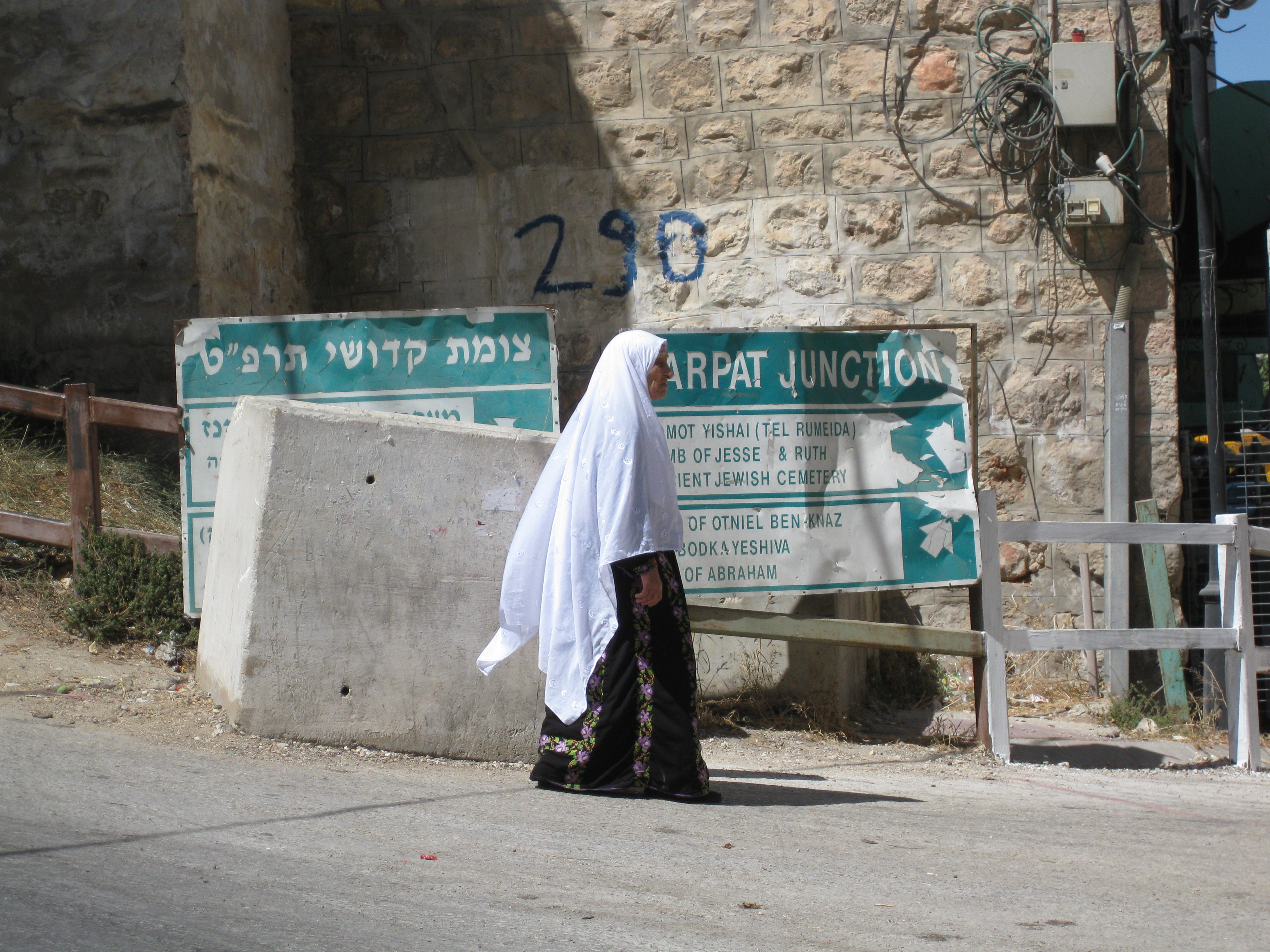
Pese a que está considerada ilegal, en Ramala o Hebrón hay focos donde se sigue ejerciendo la prostitución. La tradición lo considera inmoral y tabú, como también las relaciones prematrimoniales que pueden ejercer jóvenes solteros.

La prostitución en el Estado de Palestina es ilegal bajo la legislación palestina en vigor. En Ramala hay prostitución, pero es habitual la abstinencia a largo plazo, ya que las relaciones sexuales prematrimoniales se consideran tabú en los territorios.
Un informe de 2009 del Fondo de Desarrollo de las Naciones Unidas para la Mujer (UNIFEM) y SAWA-Todas las Mujeres Juntas Hoy y Mañana, una ONG palestina, sugería que un número cada vez mayor de mujeres recurría a la prostitución ante la pobreza y la violencia.

## Antecedentes
Bajo el dominio otomano, no existían leyes sobre la prostitución.
Tras quedar bajo control británico durante la Primera Guerra Mundial, la actitud de las autoridades hacia la prostitución reflejó la de Gran Bretaña. Las ordenanzas promulgadas en 1925 (bajo el Alto Comisionado Herbert Louis Samuel) y 1927 (bajo Herbert Onslow Plumer) introdujeron leyes sobre la prostitución similares a las británicas. Se prohibió la prostitución, vivir de las ganancias de las prostitutas y mantener burdeles.
Hay pruebas de que en la Segunda Guerra Mundial las autoridades militares regularon los burdeles para los soldados, incluidos los exámenes médicos.

## Historia
Según un informe publicado en 2009, cada vez más mujeres de la Franja de Gaza y Cisjordania habían sido obligadas a prostituirse por traficantes y familiares. El informe "Trata y prostitución forzada de mujeres y niñas palestinas: Forms of Modern Day Slavery" fue financiado por UNIFEM e investigado por la ONG palestina "SAWA-All the Women Together Today and Tomorrow" durante el primer semestre de 2008.